# Tetrathemis yerburi
Tetrathemis yerburi is een libellensoort uit de familie van de korenbouten (Libellulidae), onderorde echte libellen (Anisoptera).
De wetenschappelijke naam Tetrathemis yerburi is voor het eerst geldig gepubliceerd in 1893 door Kirby.